# Haus Windeck
Das Haus Windeck befindet sich in Bremen, Stadtteil Vegesack, Ortsteil Grohn, Tidemanstraße 35. 
Das Gebäude entstand 1847. Es steht seit 2000 unter Bremer Denkmalschutz.

## Geschichte
Die ein- und zweigeschossige Villa mit seinem Türmchen wurde 1847 in der Epoche der Romantik im Tudorstil für den Kaufmann und Reeder Johannes Tideman(n) (1799–1887) auf dem hohen Ufer der Lesum in Grohn gebaut; nach ihm ist die Straße benannt. Tideman(n) stammt aus einer alten Bremer Familie, die auch Ratsherren und Senatoren im Bremer Rat und Bremer Elterleute stellte. Der Architekt des Hauses ist nicht bekannt. 1910 hat Friedrich Bischoff (Reeder) aus Vegesack das Haus erworben.
Das Gebäude mit dem 6000 m² großen Garten wird heute (2018) als Kinder- und Familienzentrum Haus Windeck von der Stadt Bremen betrieben. 2017 gab es hier sieben Vorschulgruppen mit 132 Kindern. Das Nachbargrundstück mit dem Haus Grohner Utkiek für Krippengruppen gehört auch zu der Einrichtung.